# Oz Perkins
Pour les articles homonymes, voir Perkins.
Osgood Perkins ou Oz Perkins est un acteur, scénariste et réalisateur américain, né le 2 février 1974 à New York.

## Biographie
Osgood Perkins est le fils de l'acteur Anthony Perkins et de la photographe Berry Berenson et le frère du chanteur Elvis Perkins.
Il lance sa propre société de production, Phobos, en mai 2025, et signe un accord de premier regard avec Neon.

## Filmographie

### Comme acteur
- 1983 : Psychose 2 (Psycho II) : Norman à 12 ans
- 1993 : Six degrés de séparation (Six Degrees of Separation) : Woodrow ('Woody') Kittredge
- 1994 : Wolf : Cop #3
- 2001 : La Revanche d'une blonde (Legally Blonde) : Dorky David Kidney
- 2001 : Sex Academy (Not Another Teen Movie) : Uninterested Guy
- 2002 : La Secrétaire (Secretary) : Jonathan
- 2003 : Quigley (en) : Sweeney
- 2004 : Dead and Breakfast de Matthew Leutwyler (en) : Johnny
- 2005 : Erosion : Steve
- 2007 : La Cucina : Chris
- 2009 : Star Trek de J. J. Abrams : officier des communications de l'Enterprise
- 2020 : The Twilight Zone : La Quatrième Dimension: Kanamit #2 (crédité «Osgood Perkins»)
- 2022 : Nope de Jordan Peele : Fynn Bachman
- 2025 : The Monkey de lui-même : oncle Chip

### Comme réalisateur
- 2015 : February
- 2016 : I Am the Pretty Thing That Lives in the House
- 2020 : Gretel et Hansel
- 2020 : The Twilight Zone : La Quatrième Dimension (épisode Autre suggestion, crédité « Osgood Perkins »)
- 2024 : Longlegs
- 2025 : The Monkey